# Saison 2024 de l'équipe cycliste masculine dsm-firmenich PostNL
La saison 2024 de l'Équipe cycliste masculine dsm-firmenich PostNL est la vingtième de cette équipe.

## Coureurs et encadrement technique

### Effectif
| Coureur              | Date de Nais.    | Nationalité        | Équipe en 2023        | Vict. | Cont.             | Maillot dist. |
| -------------------- | ---------------- | ------------------ | --------------------- | ----- | ----------------- | ------------- |
| Tobias Lund Andresen | 20 août 2002     | Danemark           | Team dsm-firmenich    | 4     | 01/2023 - 12/2025 |               |
| Romain Bardet        | 9 novembre 1990  | France             | Team dsm-firmenich    | 1     | 01/2021 - 06/2025 |               |
| Warren Barguil       | 28 octobre 1991  | France             | Arkéa-Samsic          | 0     | 01/2024 - 12/2026 |               |
| Patrick Bevin        | 30 octobre 1995  | Nouvelle-Zélande   | Team dsm-firmenich    | 0     | 01/2023 - 12/2024 |               |
| Pavel Bittner        | 29 octobre 2002  | République tchèque | Team dsm-firmenich    | 3     | 08/2022 - 12/2026 |               |
| Romain Combaud       | 1er avril 1991   | France             | Team dsm-firmenich    | 0     | 01/2021 - 12/2025 |               |
| John Degenkolb       | 7 janvier 1989   | Allemagne          | Team dsm-firmenich    | 0     | 01/2022 - 12/2026 |               |
| Matthew Dinham       | 9 avril 2000     | Australie          | Team dsm-firmenich    | 0     | 01/2023 - 12/2027 |               |
| Patrick Eddy         | 17 octobre 2002  | Australie          | Team DSM Development  | 0     | 01/2024 - 12/2025 |               |
| Alexander Edmondson  | 22 décembre 1993 | Australie          | Team dsm-firmenich    | 0     | 01/2023 - 12/2025 |               |
| Nils Eekhoff         | 23 janvier 1998  | Pays-Bas           | Team dsm-firmenich    | 0     | 01/2020 - 12/2026 |               |
| Sean Flynn           | 2 mars 2000      | Grande-Bretagne    | Team dsm-firmenich    | 0     | 01/2023 - 12/2026 |               |
| Chris Hamilton       | 18 mai 1995      | Australie          | Team dsm-firmenich    | 0     | 01/2017 - 12/2025 |               |
| Fabio Jakobsen       | 31 août 1996     | Pays-Bas           | Soudal Quick-Step     | 1     | 01/2024 - 12/2026 |               |
| Gijs Leemreize       | 23 octobre 1999  | Pays-Bas           | Jumbo-Visma           | 0     | 01/2024 - 12/2025 |               |
| Enzo Leijnse         | 16 juillet 2001  | Pays-Bas           | Team DSM Development  | 0     | 01/2024 - 12/2025 |               |
| Emīls Liepiņš        | 29 octobre 1992  | Lettonie           | Lidl-Trek             | 1     | 01/2024 - 12/2024 | - Route       |
| Niklas Märkl         | 3 mars 1999      | Allemagne          | Team dsm-firmenich    | 0     | 01/2021 - 12/2026 |               |
| Tim Naberman         | 11 mai 1999      | Pays-Bas           | Team dsm-firmenich    | 0     | 01/2022 - 12/2025 |               |
| Oscar Onley          | 13 octobre 2002  | Grande-Bretagne    | Team dsm-firmenich    | 1     | 01/2023 - 12/2027 |               |
| Max Poole            | 1er mars 2003    | Grande-Bretagne    | Team dsm-firmenich    | 2     | 01/2023 - 12/2027 |               |
| Timo Roosen          | 11 janvier 1993  | Pays-Bas           | Jumbo-Visma           | 0     | 01/2024 - 12/2026 |               |
| Martijn Tusveld      | 9 septembre 1993 | Pays-Bas           | Team dsm-firmenich    | 0     | 01/2018 - 12/2024 |               |
| Julius van den Berg  | 23 octobre 1996  | Pays-Bas           | EF Education-EasyPost | 0     | 07/2024 - 12/2026 |               |
| Frank van den Broek  | 28 décembre 2000 | Pays-Bas           | Team DSM Development  | 1     | 01/2024 - 12/2026 |               |
| Casper van Uden      | 22 juillet 2001  | Pays-Bas           | Team dsm-firmenich    | 4     | 08/2022 - 12/2026 |               |
| Kevin Vermaerke      | 6 octobre 2000   | États-Unis         | Team dsm-firmenich    | 0     | 01/2021 - 12/2025 |               |
| Bram Welten          | 29 mars 1997     | Pays-Bas           | Groupama-FDJ          | 0     | 01/2022 - 12/2026 |               |
| Coureurs stagiaires  |                  |                    |                       |       |                   |               |
| Bjoern Koerdt        | 20 juillet 2004  | Royaume-Uni        | Club cycliste Étupes  | 0     | 08/2024 - 12/2024 |               |

### Encadrement technique
| Poste                          | Identité |
| ------------------------------ | --- |
| Manager général                | Iwan Spekenbrink |
| Directeur sportif              | Rudie Kemna |
| Assistants directeurs sportifs | Albert Timmer, Bennie Lambregts, Callum Ferguson, Christian Guiberteau, Dariusz Kapidura, Hans Timmermans, Joey van Rhee, Kelvin Deaker, Luke Roberts, Matthew Winston, Philip West, Pim Ligthart, Roy Curvers |

## Champions nationaux, continentaux et mondiaux
| Date         | Course                                        | Maillot | Coureurs      | Pays     | Lieu |
| ------------ | --------------------------------------------- | ------- | ------------- | -------- | ---- |
| 22 juin 2024 | Championnat de Lettonie de cyclisme sur route |         | Emīls Liepiņš | Lettonie | Võru |

## Classement UCI par équipes
Le classement UCI par équipes se calcule en comptabilisant les points des 20 meilleurs coureurs de l'équipe. Ce classement est calculé avec les points acquis lors de l'année civile. Au terme d'une période de trois ans (2023-2025), les dix-huit meilleures équipes recevront une licence World Tour pour la prochaine période (2026-2028).
| Classement UCI (par équipes) au 20 octobre 2024. | Classement UCI (par équipes) au 20 octobre 2024. | Classement UCI (par équipes) au 20 octobre 2024. | Classement UCI (par équipes) au 20 octobre 2024. | Classement UCI (par équipes) au 20 octobre 2024. |
| #                                                | Équipe                                           | 2024                                             | Diff.                                            |                                                  |
| ------------------------------------------------ | ------------------------------------------------ | ------------------------------------------------ | ------------------------------------------------ | ------------------------------------------------ |
| 1                                                | UAE Team Emirates                                | 37407,60                                         | -                                                |                                                  |
| 2                                                | Team Visma-Lease a Bike                          | 20427,98                                         | 16979,62                                         |                                                  |
| 3                                                | Soudal Quick-Step                                | 18153,97                                         | 2274,01                                          |                                                  |
| 4                                                | Lidl-Trek                                        | 17989,00                                         | 164,97                                           |                                                  |
| 5                                                | Red Bull-Bora-Hansgrohe                          | 16894,33                                         | 1094,67                                          |                                                  |
| 6                                                | Decathlon AG2R La Mondiale                       | 15930,84                                         | 963,39                                           |                                                  |
| 7                                                | Ineos Grenadiers                                 | 15547,97                                         | 382,87                                           |                                                  |
| 8                                                | Alpecin-Deceuninck                               | 15020,00                                         | 527,97                                           |                                                  |
| 9                                                | Lotto Dstny                                      | 12579,29                                         | 2440,71                                          |                                                  |
| 10                                               | Groupama-FDJ                                     | 12357,00                                         | 222,29                                           |                                                  |
| 11                                               | Israel-Premier Tech                              | 11723,33                                         | 633,67                                           |                                                  |
| 12                                               | EF Education-EasyPost                            | 11594,95                                         | 128,38                                           |                                                  |
| 13                                               | Movistar Team                                    | 10879,00                                         | 715,95                                           |                                                  |
| 14                                               | Jayco AlUla                                      | 10625,30                                         | 253,70                                           |                                                  |
| 15                                               | Intermarché-Wanty                                | 9915,00                                          | 710,30                                           |                                                  |
| 16                                               | Team dsm-firmenich PostNL                        | 9646,63                                          | 268,37                                           |                                                  |
| 17                                               | Bahrain Victorious                               | 9547,16                                          | 99,47                                            |                                                  |
| 18                                               | Uno-X Mobility                                   | 8938,67                                          | 608,49                                           |                                                  |
| 19                                               | Arkéa-B&B Hotels                                 | 8735,00                                          | 203,67                                           |                                                  |
| 20                                               | Cofidis                                          | 7889,84                                          | 845,16                                           |                                                  |
| 21                                               | Astana Qazaqstan Team                            | 6563,24                                          | 1326,60                                          |                                                  |
| 22                                               | Tudor Pro Cycling Team                           | 5753,33                                          | 809,91                                           |                                                  |

| Liste des vingt coureurs marquant des points pour le classement UCI par équipes 2024. | Liste des vingt coureurs marquant des points pour le classement UCI par équipes 2024. | Liste des vingt coureurs marquant des points pour le classement UCI par équipes 2024. |
| #                                                                                     | Coureur                                                                               | Points                                                                                |
| ------------------------------------------------------------------------------------- | ------------------------------------------------------------------------------------- | ------------------------------------------------------------------------------------- |
| 1                                                                                     | Romain Bardet                                                                         | 1889,00                                                                               |
| 2                                                                                     | Oscar Onley                                                                           | 1370,00                                                                               |
| 3                                                                                     | Max Poole                                                                             | 1110,00                                                                               |
| 4                                                                                     | Kevin Vermaerke                                                                       | 1059,33                                                                               |
| 5                                                                                     | Pavel Bittner                                                                         | 753,00                                                                                |
| 6                                                                                     | Frank van den Broek                                                                   | 529,86                                                                                |
| 7                                                                                     | Tobias Lund Andresen                                                                  | 423,86                                                                                |
| 8                                                                                     | Warren Barguil                                                                        | 411,86                                                                                |
| 9                                                                                     | Casper van Uden                                                                       | 407,00                                                                                |
| 10                                                                                    | Fabio Jakobsen                                                                        | 367,00                                                                                |
| 11                                                                                    | Emīls Liepiņš                                                                         | 264,00                                                                                |
| 12                                                                                    | Nils Eekhoff                                                                          | 233,86                                                                                |
| 13                                                                                    | John Degenkolb                                                                        | 212,00                                                                                |
| 14                                                                                    | Chris Hamilton                                                                        | 196,00                                                                                |
| 15                                                                                    | Gijs Leemreize                                                                        | 153,00                                                                                |
| 16                                                                                    | Sean Flynn                                                                            | 136,86                                                                                |
| 17                                                                                    | Bram Welten                                                                           | 60,00                                                                                 |
| 18                                                                                    | Niklas Märkl                                                                          | 28,00                                                                                 |
| 19                                                                                    | Martijn Tusveld                                                                       | 26,00                                                                                 |
| 20                                                                                    | Enzo Leijnse                                                                          | 16,00                                                                                 |
| TOTAL                                                                                 | TOTAL                                                                                 | 9646,63                                                                               |

| Classement UCI (par équipes) pour les années 2023 et 2024. | Classement UCI (par équipes) pour les années 2023 et 2024. | Classement UCI (par équipes) pour les années 2023 et 2024. | Classement UCI (par équipes) pour les années 2023 et 2024. | Classement UCI (par équipes) pour les années 2023 et 2024. | Classement UCI (par équipes) pour les années 2023 et 2024. |
| #                                                          | Équipe                                                     | 2023                                                       | 2024                                                       | Total                                                      | Diff.                                                      |
| ---------------------------------------------------------- | ---------------------------------------------------------- | ---------------------------------------------------------- | ---------------------------------------------------------- | ---------------------------------------------------------- | ---------------------------------------------------------- |
| 1                                                          | UAE Team Emirates                                          | 30963,18                                                   | 37407,60                                                   | 68370,78                                                   | -                                                          |
| 2                                                          | Team Visma-Lease a Bike                                    | 29654,45                                                   | 20427,98                                                   | 50082,43                                                   | 18288,35                                                   |
| 3                                                          | Soudal Quick-Step                                          | 18702,85                                                   | 18153,97                                                   | 36856,82                                                   | 13225,61                                                   |
| 4                                                          | Lidl-Trek                                                  | 16054,45                                                   | 17989,00                                                   | 34043,45                                                   | 2813,37                                                    |
| 5                                                          | Ineos Grenadiers                                           | 17760,93                                                   | 15547,97                                                   | 33308,90                                                   | 734,55                                                     |
| 6                                                          | Red Bull-Bora-Hansgrohe                                    | 13325,13                                                   | 16894,33                                                   | 30219,46                                                   | 3089,44                                                    |
| 7                                                          | Alpecin-Deceuninck                                         | 14519,25                                                   | 15020,00                                                   | 29539,25                                                   | 680,21                                                     |
| 8                                                          | Groupama-FDJ                                               | 14834,51                                                   | 12357,00                                                   | 27191,51                                                   | 2347,74                                                    |
| 9                                                          | Lotto Dstny                                                | 14112,83                                                   | 12579,29                                                   | 26692,12                                                   | 499,39                                                     |
| 10                                                         | Bahrain Victorious                                         | 15787,81                                                   | 9547,16                                                    | 25334,97                                                   | 1357,15                                                    |
| 11                                                         | Decathlon AG2R La Mondiale                                 | 9096,00                                                    | 15930,84                                                   | 25026,84                                                   | 308,13                                                     |
| 12                                                         | EF Education-EasyPost                                      | 11818,69                                                   | 11594,95                                                   | 23413,64                                                   | 1613,20                                                    |
| 13                                                         | Movistar Team                                              | 10989,53                                                   | 10879,00                                                   | 21868,53                                                   | 1545,11                                                    |
| 14                                                         | Israel-Premier Tech                                        | 10022,00                                                   | 11723,33                                                   | 21745,33                                                   | 123,20                                                     |
| 15                                                         | Jayco AlUla                                                | 10737,65                                                   | 10625,30                                                   | 21362,95                                                   | 382,38                                                     |
| 16                                                         | Intermarché-Wanty                                          | 10492,28                                                   | 9915,00                                                    | 20407,28                                                   | 955,67                                                     |
| 17                                                         | Team dsm-firmenich PostNL                                  | 9102,20                                                    | 9646,63                                                    | 18748,83                                                   | 1658,45                                                    |
| 18                                                         | Cofidis                                                    | 10437,41                                                   | 7889,84                                                    | 18327,25                                                   | 421,58                                                     |
| 19                                                         | Arkéa-B&B Hotels                                           | 7229,00                                                    | 8735,00                                                    | 15964,00                                                   | 2363,25                                                    |
| 20                                                         | Uno-X Mobility                                             | 6569,00                                                    | 8938,67                                                    | 15507,67                                                   | 456,33                                                     |
| 21                                                         | Astana Qazaqstan Team                                      | 7044,44                                                    | 6563,24                                                    | 13607,68                                                   | 1899,99                                                    |
| 22                                                         | TotalEnergies                                              | 5765,00                                                    | 4897,00                                                    | 10662,00                                                   | 2945,68                                                    |

## Classement UCI individuel en fin de saison
| 32  | Romain Bardet        | 1889,00 |
| 53  | Oscar Onley          | 1370,00 |
| 76  | Max Poole            | 1110,00 |
| 82  | Kevin Vermaerke      | 1059,33 |
| 130 | Pavel Bittner        | 753,00  |
| 194 | Frank van den Broek  | 529,86  |
| 226 | Tobias Lund Andresen | 423,86  |
| 230 | Warren Barguil       | 411,86  |
| 232 | Casper van Uden      | 407,00  |
| 246 | Fabio Jakobsen       | 367,00  |

| 331  | Emīls Liepiņš   | 264,00 |
| 371  | Nils Eekhoff    | 233,86 |
| 412  | John Degenkolb  | 212,00 |
| 440  | Chris Hamilton  | 196,00 |
| 527  | Gijs Leemreize  | 153,00 |
| 567  | Sean Flynn      | 136,86 |
| 957  | Bram Welten     | 60,00  |
| 1520 | Niklas Märkl    | 28,00  |
| 1547 | Martijn Tusveld | 26,00  |
| 1886 | Enzo Leijnse    | 16,00  |

| 1926 | Patrick Eddy        | 15,00 |
| 2721 | Timo Roosen         | 3,00  |
| 3098 | Alexander Edmondson | 2,86  |
| -    | Patrick Bevin       | 0,00  |
| -    | Romain Combaud      | 0,00  |
| -    | Matthew Dinham      | 0,00  |
| -    | Tim Naberman        | 0,00  |
| -    | Julius van den Berg | 0,00  |